# Drăcșani, Teleorman
Drăcșani este un sat în comuna Drăcșenei din județul Teleorman, Muntenia, România.

## Istorie
Satul Drăcșani a luat naștere din despădurirea unei mici părți din marea pădure a Deliormanului, de către Dragu și Ana (Dragu al Anei), care și-au pregătit terenul pentru arat și păscutul vitelor. Aceștia, atrași de frumusețile naturii, de pârâul Burdea, de apa bună de băut, cât și de fertilitatea solului, au săpat pe acest loc primul bordei, în jurul căruia s-au săpat, mai târziu, noi așezări omenești cu de denumirea de: Dragu-Ana, de unde mai târziu: Drăgușani, și apoi: Drăcșani.